# Dode vulkaan

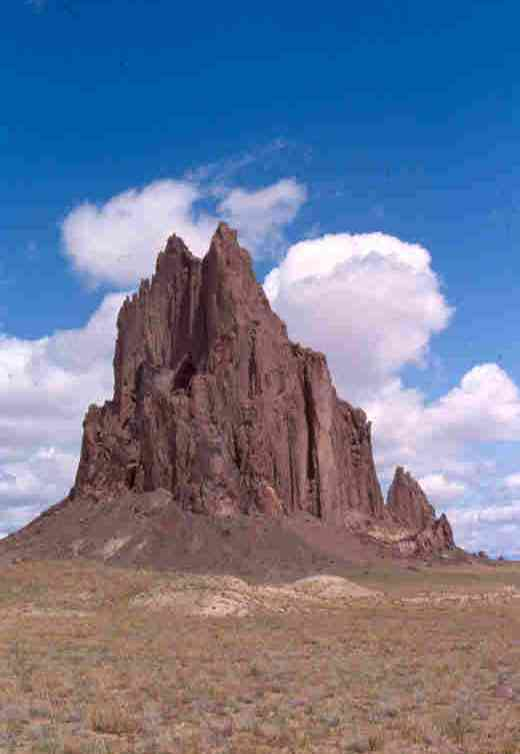
Shiprock in New Mexico is een overblijfsel van een dode vulkaan

Een dode of uitgedoofde vulkaan is een vulkaan waarvan wetenschappers hebben vastgesteld dat de kans op nieuwe erupties (vrijwel) afwezig is. Het zijn vulkanen waarbij de aardkorst in de loop der tijd dusdanig is dichtgegroeid dat er geen magma meer doorheen kan komen. Er zijn geen universele regels in de vulkanologie die aanduiden hoelang een vulkaan in rust moet zijn voordat deze als dode vulkaan wordt betiteld.
Vulkanen die in een zeer lange periode van rust verkeren kunnen onterecht voor 'dood' worden gehouden. De Yellowstonecaldera in de Verenigde Staten is daar een voorbeeld van. De laatste eruptie van deze supervulkaan vond 640.000 jaar geleden plaats, maar er is een reële kans dat deze binnen de komende millennia weer tot uitbarsting komt.

## Voorbeelden
Hieronder een aantal voorbeelden van dode vulkanen:
- Ben Nevis, de hoogste berg in het Verenigd Koninkrijk.
- Hawaï-Emperorketen in het noordelijke deel van de Pacifische Oceaan
- Huascarán in Peru[1]
- Edinburgh Castle is gebouwd op Castle Rock een vulkanische plug, een overblijfsel van een vulkaan die miljoenen jaren geleden is uitgedoofd.[2]
- Zuidwalvulkaan, een vulkaan in de Nederlandse Waddenzee op ruim 2 kilometer diepte
- Mulciber, deze vulkaan ligt op 3 kilometer diepte onder de Noordzee.